# 大日本帝国憲法第57条
大日本帝国憲法第57条（だいにほん/だいにっぽん ていこくけんぽう だい57じょう）は、大日本帝国憲法第5章にある。司法権は実質的に法律に基づいて行うことを規定した。

## 現代風の表記
司法権は、天皇の名において、法律の定めるところにより、裁判所がこれを行う。

## 解説

### 「司法権」
「司法権」とは、judicial power、pouvoir judiciaire、Justizgewaltなどの語に相当する。本条に相当するプロイセン憲法86条には、die richterliche Gewaltと規定されている。これは、行政権に対する語であって、本条は、行政権と司法権とを分離し、司法権は行政機関とは区別された独立の裁判所によって行われるべきことを定めたものである。
「司法権」という語は、実質上の意義と形式上の意義との二種の意義に用いられる。形式上の意義における司法権とは、裁判所が行う権力という意味である。ただし、本条にいう「司法権」は、形式上の意義における司法権ではない。なぜなら、もしもこのように解するならば、本条の意義は、ただ裁判所が行う権力を司法権と称するだけとなるため、いかなる作用が裁判所の権力に属するかが示されず、ほとんど無意味な規定となるからである。本条は、司法権の独立の原則を示したものであり、司法権の独立とは、ある実質的作用が行政機関の支配を受けず、独立の裁判所によって行われることを要することを意味する。本条は、5条と相照応し、5条が立法権の行使についての原則を定めているのと同様に、本条は司法権の行使についての原則を定めたものであり、5条の「立法権」が実質上の意義に解すべきであるのと同様に、本条の「司法権」もまた実質上の意義の司法でなければならない。
実質上の意義の司法の語には、さらに広狭二種の意義がある。広義の司法は、「法規の下に民事及び刑事に関して行われる国家の一切の作用」と意味する。この意味においての「司法」とは、単に裁判行為のみならず、刑事については司法警察（犯罪を捜査し、及び被疑者を逮捕する作用）及び刑の執行の作用を含み、民事については各種の非訟事件をも包含する。狭義の司法は、もっぱら民事及び刑事の裁判のみを意味する。
本条の意義においての「司法権」がもっぱら裁判権を意味するものであることは、「裁判󠄁所󠄁之ヲ行フ」という字句からも明瞭であり、また、本条の趣旨は、司法権の独立を宣言することにあり、独立であることを要するのは、ただ裁判行為に限ることによってもこれを推定することができる。ただし、その「司法権」は、全ての裁判行為を意味するものではない。「裁判」とは、訴訟手続を経て実在の事件について法規の適用を確認し宣言する行為をいうが、裁判は、国際法、憲法、行政法、民法、刑法等、法の全ての区域について行われ得べきものであって、国際法についての裁判はただ国際的な機関によってのみ行われ得べく、一国だけの憲法をもって定め得べきものではないから、本来の司法権が国際裁判を含まないことはいうまでもない。これに対して、憲法・行政法についての裁判は、国家の権力によって行われ得べきものであるが、憲法裁判は、大日本帝国憲法が認めておらず、行政裁判については、61条によって、特に司法権の範囲から除かれることが明言されている。すなわち、本条のいわゆる「司法権」は、憲法及び行政法に関する裁判を含まず、もっぱら民事及び刑事の裁判のみを意味するとするのが明瞭である。民事裁判とは、私人相互の間に権利の争いがある場合において、訴えによってその争いを裁断し、もって当該事件に関する私法法規の適用を確認・宣言する行為であり、刑事裁判とは、罪を犯した者がある場合にその犯罪行為を認定してこれに科すべき刑罰を決定し、もって当該事件に関する刑法法規の適用を確認・宣言する行為である。本条は、この2つの作用が独立の裁判所によって行われるべく、行政機関の権限に属せしむべからざることを言明しているのである。
司法と行政との区別について、『憲法義解』の所説によれば、（1）行政は処分であるが、司法は判断であること、（2）行政は便宜を配量するが、司法はもっぱら法律に従うことの2点が、行政と司法との性質上の差異であるとしている。しかし、これは誤りであって、特に、民事裁判と刑事裁判とはすこぶる性質を異にしている。『憲法義解』が司法の特質として挙げている第2の点は、民事裁判のみに該当するものであって、これを司法の全体の特質とすることはできない。民事裁判は、ただ原告と被告との間の権利の争いについて、法律の標準に照らし、そのいずれの主張が正当であるかを判断することだけを目的とする作用であり、国家自身は、そのいずれが勝つかについて直接の利害関係がなく、したがって、もとより便益を配量する余地はない。裁判所は、公平な第三者として、法律の活きた声（viva vox legis）となり、この場合に何が法であるかを宣言するのみである。ドイツにおいてRechtsprechungというのは、この民事裁判の特質を言い表している語であって、それは、ただ「法の宣言」であるにほかならない。しかしながら、この民事裁判の特質は、第一に刑事裁判には該当しないものであり、第二に行政行為の中にもこれと同じ性質の作用がある。
第一に、刑事裁判にあっては、国家は民事裁判のように公平な第三者の地位にあるのではない。刑事裁判は、国家が罪を犯した者に対して刑罰権を行うためにする作用であって、刑事裁判を行う国家は決して第三者ではなく、自ら刑罰を科す当事者である。それは、その性質において、警察官庁が営業上不正行為をした者の営業を禁止し、不良性のある児童を感化院に収容するなどと同様に、社会の秩序を維持することを目的とする行為であり、単純な判断ではなく、ある結果を目的とする処分である。それはまた、法律の範囲内において酌量の余地が認められている行為である。そして、それらはいずれも裁判官が単に犯罪の客観的状況のみならず被告人の主観的事情及び刑の目的をも配量してこれを決するのである。
第二に、法律を唯一の標準とする判断であることはあえて民事裁判のみに限る特質ではなく、行政行為の中にもこの性質を有する行為が少なくない。特許局（現在の特許庁）において発明を査定し、公の試験において合格・不合格を決定し、選挙において投票の効力を審査し、及び当選人を決定し、所得税法によって所得金額を決定し、国有財産法によって官有地と民有地との境界を査定するがごときは、皆、同一の性質を有する行為であって、法規を標準とする判断にほかならない。その便益を酌量する余地がないことは、いうまでもない。
したがって、司法と行政との間には、『憲法義解』に述べているような性質の差異があるという見解は、到底維持することができない。司法と行政との区別は、司法は民事及び刑事に関する作用であり、行政はその他の目的のためにする作用であることのみにあるのであって、両者の間に性質上の差異は全く存しない。

### 「天皇ノ名ニ於テ」
本条に該当するプロイセン憲法86条にもim Namen des Königsと規定されている。これは、司法権も本来は天皇の大権に属しており、裁判所は天皇を代表してこれを行う者であることを示すものである。イギリスにおいて国王がfountain of justiceといわれているのも同じ意味である。天皇の名においてするのは、裁判所のみに限るものではなく、全ての行政官庁もまた天皇の名において行政権を行うものであるが、行政官庁は天皇から独立の地位を有する者ではなく、天皇の命を奉じて行政権を行うのであるから、その全ての権限が源を天皇に発し、天皇から委任を受けたものであることが疑いを容れることはないから、あえてこれを明言する必要がない。これに対して、裁判所は、その権限を行うにおいて全く独立であって、勅命にも服しない者であるから、特に、「天皇ノ名ニ於テ」と規定し、それが裁判所の固有の権能ではなく、源を天皇に発し、天皇から委任されたものであることを示している。
「天皇ノ名ニ於テ」という字句は、17条の摂政についても用いられている。ただし、摂政が天皇を代表するのと裁判所が天皇を代表するのとは、その性質を異にする。
1. 摂政は、一定の事実に基づき法律上当然にその任に就き、当然に天皇を代表するのであって、天皇から任命されるのではない[13]。裁判官は、全て天皇によって任命され、天皇からその権能を委任される[14]。すなわち、摂政が天皇の法定代表の機関であるのに対し、裁判所は天皇の下に一定の権能を授権された機関である[14]。
2. 摂政は、天皇の大権を代表する者で、通常であれば天皇が自ら行うべき行為が摂政によって代行されている[14]。裁判所は、司法権についてのみ天皇を代表する者で、それはいかなる場合であっても天皇が自ら行うことはなく、常に裁判所をしてこれを行わせるものである[14]。
3. 摂政は、天皇の地位に代わる者で、天皇が自ら行うのと同様の形式をもって詔勅を発し、又は自ら「朕」と宣示する[14]。裁判所は、天皇の下に属する機関で、いかなる場合であっても天皇が自ら行うのと同様の形式をもってすることはない[14]。

### 「法律ニ依リ」
裁判所が司法権を行うには、もっぱら法規をもって標準とし、他のいかなる権力によっても支配されるべきものではない。裁判官は、天皇の任命に係る官吏であって、その官吏としての身分・進退については、上官の監督に服し、その担任すべき職務の種類及び分量についても、上官の命令を受けるものであるが、ただその権限として裁判を行う上においては、不羈独立であって、法規に従うほかは、他の何者によっても命令されることはない。本条に司法権は「法律ニ依リ」行うと規定しているのは、このような意味を示すものであって、法律に従うほかに、他のいかなる権力にも服従しないことを明らかにし、もって司法権独立の原則を言明している。
本条には「法律」と規定しているが、これは形式的意義の法律ではなく、実質的意義の法律、すなわち「法規」の意味に解すべきである。なぜなら、裁判の標準となるべきものは、形式的意義の法律のみならず、その他の各種の成文法規及び慣習法又は理法も等しく裁判の標準となるべきものだからである。

### 「裁判所之ヲ行フ」
「裁判所之ヲ行フ」とは、行政権と司法権とが分離されるべきことを要求し、司法権は行政機関に非ざる独立の機関によって行われるべきことを定めている。「裁判所」というのは、必ずしも裁判所という名称を付された機関であることを要するのではなく、ただ、司法権を行うために特に設けられた独立の機関であることを要するという意味である。
このことから生ずる結果としては、次の2つの原則を挙げることができる。
1. 司法権を行う者は、必ず独立の裁判所、すなわち、司法権を行うために特に設置された機関であり、かつ、その機関は、天皇の名においてこれを行う者でなければならない[20]。そして、司法権とは、罪を犯した者に対して刑罰を科し、及び民事の争いを裁決する権限をいうのであるから、裁判所ではない他の国家機関がこの権力を行う者とすることは、この原則に抵触するものである[20]。
2. 裁判所は、司法権を行うために特設された者であって、他の権威からは独立していなければならない[20]。特に、裁判所が同時に行政の事務を掌ることは、本条の原則に抵触するものである[20]。また、裁判所の構成員たる裁判官が立法部の議員を兼ね、又は行政官を兼任することは本条の精神に反する[20]。

しかしながら、この2つの原則は、あたかも立法権に関する5条の原則と同様に、必ずしも絶対に例外を許さない原則ではない。大日本帝国憲法自身に、61条においてその例外としての特別裁判所の制度を定めているほかに、司法権独立の大体の精神に反しない限度において、法律をもって必要な例外を定めることは、必ずしも大日本帝国憲法の禁止するところではない。

#### 本条の原則に対する例外

##### 警察署長の即決処分・財務官庁の通告処分
警察犯で、拘留又は科料の刑に該当するものについては、警察署長が即決処分をもってその刑を科す権限を有し、脱税罪又はその他の財政犯で罰金又は科料の刑に該当するものについては、収税、関税又は専売官庁が通告処分をもってその刑を科す権限を有している（24条の解説を参照）。これらは、行政官庁の職権として行われる行為であるから、形式的意義においては行政処分であるけれども、その実質からいえば、刑罰権の行使であって、実質的意義において司法行為であることはもちろんである。すなわち、行政官庁が司法権を行うのにほかならないのであって、もし、本条の規定を字義通り解するならば、本条に抵触するものといわなければならない。しかしながら、警察即決処分は、拘留又は科料に該当する警察犯のごとき軽微な犯罪について、簡易の手続をもって迅速にこれを処分することが被告人自身にとってもかえって有利であることが多く、もし、これを不利益であるとすれば、被告人は、正式な裁判を受ける権利があるのであるから、これによってあえて被告人の利益を害するおそれはない。また、財政通告処分は、脱税罪その他財政犯に対する処罰が性質上一般の刑罰とは異なり主として国家の財政上の損失を防ぐためにするものであって、その刑罰は金銭罰に限り、かつ、その金額は逋脱しようとして金額によって計算されるという特質を有しており、刑罰権の作用であるよりもむしろ財政権の作用に近い性質を有する。そのため、これらの特例が定められているのであって、本条の字句に抵触するきらいがあるとしても、あえてこれを憲法違反とすべき理由はない。

##### 陪審法
陪審法の審議に際して、学問上も政治上も争われたのは、陪審法が憲法違反であるか否かという点である。
陪審法が憲法違反であるとする第一の理由は、24条の規定に抵触するというものである。同条は、「法律ニ定メタル裁判官ノ裁判ヲ受クルノ権ヲ奪ハルルコトナシ」と規定していることから、裁判をなす者が必ず官吏であることを憲法が要件としているとして、官吏ではない陪審員が裁判をなすのはこの規定に違反するというものである。しかしながら、この見解は、いたずらに憲法の文字に拘泥した見解であって、同条にいう「裁判官」とは、judge、juge、Gerichtに相当する文字で、「官」という文字にそれほどの重要さを持たせているとは解し得ないのみならず、陪審法は、被告人が陪審に付されることを欲しない場合には、任意に陪審を辞することができるものとしており、被告人の意思に反して強制的に陪審に付するのではないから、たとえ同条の「裁判官」という文字がそれだけの意味を含んでいるとしても、裁判官の裁判を受ける権利は陪審法によって侵されておらず、したがって、24条に抵触することはない。
第二の理由は、本条の規定に抵触するというものである。本条は、司法権は天皇の名において裁判所が行うことを定めているから、陪審員のような裁判所の構成員ではなく天皇の機関ではない者が司法権を行うのが本条に違反するというものである。しかしながら、本条の趣旨の第一は、行政権と司法権とを分離して司法機関をして行政機関に対し独立の地位を有せしめんとすることにある。また、本条の趣旨の第二は、当事者に対する裁判の宣告が天皇の名において行われることにある。この2点の趣旨が失われない限りは、あえて本条に抵触するものということはできない。陪審制度は、裁判所をして事実の判断については陪審の答申に従わせるものであるが、それは、司法権の独立を害するものではなく、また、裁判の宣告が天皇の名において行われることを妨げるものでもない。司法権の独立とは、司法権が司法部以外の他の勢力、特に行政権から独立であることを意味する。司法部自身に属する者が法律によって裁判に関与することは、もとより司法権の独立を害するものではなく、陪審員のほかに、検事及び弁護人もそれぞれ裁判に関与し、自己の弁論によって裁判を動かそうと努める者である。それが司法権の独立を害しないものであれば、同じく司法部の機関である陪審員の答申が裁判所を拘束するものとしても、あえて司法権の独立を害するものないことは明瞭である。本条に相当するプロイセン憲法86条は、本条の文言よりも一層強く裁判所が他のいかなる権力にも服従せざることを明言しているが、陪審制度をもってそれと相矛盾するものとはせず、Geschworenengerichtばかりではなく、Schöffengerichtの制度をも設けており、後者については、陪審員が事実の判断のみならず刑の量定にも参加し得るものとしている。それゆえ、陪審制度があえて本条に抵触するものではない。かつ、陪審員は、ただ内部において司法権に関与するにとどまり、被告人に対して直接に国家の権力を行うものではない。被告人に対して裁判の宣告をなす者は、もっぱら裁判官であって、この裁判の宣告は、天皇の名において行われるのである。すなわち、被告人に対する権力の発動の点から見れば、司法権は、もっぱら裁判官が行うところであって、陪審員が行うところではない。それは、あたかも立法権について、帝国議会の協賛を必要としても、国民に対してはもっぱら天皇が立法権者であるのと同様の関係であり、裁判所は、たとえ陪審員の答申に拘束されるとしても、それは、ただ内部の関係であるにとどまり、被告人に対しては、裁判官がもっぱら司法権を行うのである。それゆえ、この点から見ても、陪審制度は、あえて本条に抵触するものではない。

##### 裁判所の管掌に属する行政事件
広義においての司法、すなわち、民事及び刑事に関する裁判以外の事務は、大日本帝国憲法にはあえて裁判所が行うことを要件とせず、行政官庁をして行わしめても憲法に抵触するものではないが、民事に関する非訟事件、刑事に関する司法警察及び刑の執行は、等しく司法の性質を有するものであって、原則としては、裁判所又は裁判所附属の機関において行うことを当然とする。これらは、裁判所が行政のことに関与するものではないから、もとより本条の原則に対する例外をなすものではない。
性質上行政の性質を有する作用であっても、いわゆる司法行政、すなわち、裁判所及びその附属機関の会計の経理並びにその機関の構成員たる官吏その他の職員、弁護士に対する監督権の作用は、司法権に付随する行政事務であって、これも性質上当然に裁判所の掌るべきところに属し、本条の原則に対する例外をもってみるべきものではない。
これ以外の行政の作用は、原則として、裁判所の権限に属すべきものではないから、特に行政裁判については、61条において裁判所の権限に属すべからざることの明文がある。その他の一般の行政作用については、別段の明文はないが、等しく裁判所が掌るべきところでないことは、本条から生ずる当然の結果である。しかしながら、例えば、新聞紙の発行禁止（新聞紙法43条）は、刑事裁判所の判決をもってこれをなし得べきものとしており、少年法（21条）によれば、少年審判官と判事とは兼任することができるとしている。新聞紙の発行禁止及び少年の保護処分は、その実質からいえば行政行為であるが、ただ、刑罰権の作用と関連しているために、特にこの例外を認めている。

### 裁判所の構成
裁判所の構成は、法律をもって定めることを要し、行政各部の官制のように、勅令をもって定めることはできない。それは、裁判所が行政権に対して独立の地位を有することに基づく当然の原則である。本条には、ただ「裁判所ノ構成」と規定されているが、裁判所自体のほか、その附属機関として司法部を構成する全ての機関は、等しく法律をもってのみ定めることができる。なぜなら、勅令をもって国家機関の構成を定め得るのはただ行政各部の官制に限られ、司法部の範囲に及び得べきものではないからである。現行の実例においても、裁判官のほかに、検事、裁判所書記、執達吏、廷丁は、いずれも裁判所構成法の中に定められており、その他弁護士、公証人についても、それぞれ法律をもって定められていることはもちろん、市町村長が戸籍及び寄留に関する事務を掌ることは戸籍法及び寄留法において、警視総監・地方長官・警察官吏・巡査が司法警察に関する職務を担当することは刑事訴訟法において、いずれも法律をもって定められている。ただ、司獄官吏については、監獄官制（大正11年勅令第434号）をもって定められているが、これは、監獄に関する事項は司法大臣の管理に属し、したがって、監獄は直接に司法大臣の指揮監督を受けるものであるから、その意味において行政各部の中に属するものと認められた結果である。
本条にいわゆる「裁判所」は、もっぱら通常裁判所を意味するもので、特別裁判所を含まない。特別裁判所は、別に60条によって定められている。行政裁判所、海員審判所、捕獲審検所、少年審判所などは、いずれも行政機関であって、司法部に属するものではない。
裁判所の構成について必要なことは、必ず唯一の最高裁判所によって統一されたものでなければならないことである。各裁判所は、独立の見解をもって法律を解釈適用するものであるが、その解釈が各裁判所によってまちまちになって、これを統一すべき方法が備わらないとすれば、国法の統一は失われるよりほかはない。プロイセン憲法92条は、「プロイセンニ唯一ノ最高裁判所ヲ設ク」と規定している。大日本帝国憲法には、これに相当する規定はないが、これは、憲法制定前からすでに大審院の制度が設けられており、あえて憲法に特別の明文を待たずして明白な事柄であるから規定されていないというにとどまり、その精神において異なるところはない。

### 裁判所の法令審査権

#### 形式的審査権
裁判所は、法規を準縄として裁判をなす者であるから、その裁判を行う前提として、必ずいかなる法規が有効に存立しているかを審査する権能を有するものでなければならない。裁判の標準となるべき法規には、成文法規と不文法規との両者を含み、成文法規の中には、憲法、皇室法、法律、条約、勅令、行政庁の命令の各種を包含する。裁判所は、これらの全てについて、有効な法規であるか否かを審査する権能を有する。そして、成文法規が有効に成立するためには、一定の形式的要件を必要とし、もしこれを具備しなければ、有効であることはできないのであるから、裁判所は、全ての成文法規がその形式的要件を備えているか否かについて、審査権を有する。これを法令の形式的審査権という。例えば、法律については、帝国議会の協賛の有無、天皇の裁可の有無、国務大臣の副署の有無、施行期日に達しているか否かは、裁判所が当然に審査し得べきところであって、裁判所は、全ての法令について、その形式的審査権を有する。

#### 実質的審査権
問題は、形式上有効に成立している数種の成文法規が、その実質において相抵触している場合に、そのいずれを有効として適用すべきかにある。

##### 憲法と法律
法律は、憲法に抵触することができないから、法律がその実質において憲法に違反する場合においては、当然無効でなければならず、したがって、裁判所は、法律の実質が憲法に抵触するか否かを審査し、抵触すると認めるべきものについては、これを無効として判断すべき権能を有するのが当然であるように思われる。
しかしながら、アメリカにおいては、憲法は三権分立を基礎とするものであって、立法権も司法権も対等の権力であるとして、立法権が法規を作ることにおいて国家最高の権力であるとともに、司法権も実在の事件について法規を解釈適用することにおいて国家最高の権力たるものであって、憲法の解釈についても、実在の訴訟事件についてこれを解釈適用することにおいては、裁判所が最高の権力であって、立法権者の解釈に拘束されないものとしている。その結果、立法権者が憲法違反ではないとして制定した法律であっても、それが訴訟の問題となった場合に裁判所が憲法違反の法律であると解したならば、裁判所の解釈のほうが、立法権者の解釈に勝る効力を有し、裁判所は、その法律を無効として判決し得るものとしている（違憲審査権）。実際にも、アメリカでは、合衆国でも各邦（州）でも、裁判所がこの種の権力を実行することは頻繁であり、法律が無効として判決される例が多い。これをアメリカにおける司法優越権（American judicial supremacy）と称している。
他方、大日本帝国憲法は、アメリカのような三権分立主義を採るものではなく、立法権と司法権とを対等の権力となすものではない。立法権は、天皇が帝国議会の協賛をもって行われる権力であって、原則として、国家の全ての作用の中で最も優越な力を有し、行政権及び司法権は、その下に属し、それに従って行われることを要するものである。司法権は、「法律ニ依リ之ヲ行フ」という規定は、一面において、法規を準縄として行うべきことを示すとともに、他面において、法律の下に服従し、法律に勝る力を有するものではないことを示す意味をも含んでいる。もとより法律は、憲法に抵触することができないが、法律の実質が憲法に抵触するか否かは憲法解釈の問題であって、天皇の裁可と帝国議会の議決とによってある法律が制定された以上は、天皇も帝国議会もこれを憲法違反ではないと解釈して制定されたものと認むべきは当然であり、この立法権者の解釈に対しては、裁判所は、自己の解釈をもってはもはや対抗することができないものである。換言すれば、法律が形式上有効に成立した以上は、その制定行為自身によって、それが憲法に適合するものであることが、最高の権威をもって公に確認されたのであり、裁判所は、これを違憲として判断すべき権力を有しない。
その結果、大日本帝国憲法が憲法と法律とを形式的に区別し、憲法は普通の法律によっては変更することができないものとしている原則が、実際には貫徹されないで、この原則にもかかわらず、実際には、憲法に抵触した法律が制定されて、しかも、それが有効に行われ、したがって、普通の法律をもって実際に憲法を変更するのと同じ結果を生じることがありうる。しかしながら、これを理由として裁判所が憲法の最高解釈権を有するものとすれば、裁判所の判決例によって憲法が実際上変更されるのと同じ結果を生ずるのを免れないことは、立法権者がその最高解釈権を有する結果、法律によって憲法が変遷するのと同様であって、現に、アメリカにおいて、裁判例によって憲法が漸次変遷していることは、顕著な事実である。それゆえ、問題は、憲法の最高解釈権及びこれに伴う憲法擁護の任を、帝国議会及び政府に任ずるのか、裁判所に任ずるのか、そのいずれが憲法の精神に適しているかにあるのであって、そのいずれの主義を採るにしても、正式の憲法改正手続を採らずに、しかも実際上憲法の変遷を見ることは、避止し得べからざるところである。
大日本帝国憲法においては、憲法違反の法律が成立することを防ぐことについて用意周到であり、帝国議会の両院を相抑制せしむるのみならず、さらに枢密院をして憲法擁護の任に当たらしめ、これらの全てが一致した上で、最後に、天皇の裁可によって、初めて法律が成立する。しかるに、かくして成立した法律が、一個の裁判所の見解によって無効として判決され、帝国議会両院の議決も、枢密院の意見も、天皇の裁可も、全て無視されうるものとするのは、大日本帝国憲法の主義とするところではない。そのため、大日本帝国憲法においては、憲法擁護の任を裁判所に任せずして、立法権者に任ずることが、憲法の精神に適するものとされる。

##### 皇室法と法律
他方、法律と皇室法との関係については、憲法との関係とは理論を異にする。皇室法は、もっぱら皇室の事務のみに関する法規であり、皇室の事務に関する限度においては、法律より強い効力を有する。相対立する二種の法規がもし同一の事項について相矛盾した規定を設けており、しかもその一方が他方より効力が強い場合には、効力の弱い方が効力のないことは当然であって、解釈の余地のある問題ではない。例えば、陸軍軍法会議法によれば、高等軍法会議は、第一審裁判としては、ただ将官のみを裁判するものであるが、皇室裁判令によると、武官たる皇族は、佐官・尉官でも下士官でも、全て高等軍法会議において裁判するものと規定している。この双方の規定は、相矛盾するものであるが、この場合においては、皇室裁判令のほうが有効であって、陸軍軍法会議法は、その限度において変更されたものと見なければならない。

##### 条約と法律
条約は、国家の単独の意思ではなく、外国との合意によって成立するものであるから、国家の単独行為たる法律をもってはこれを変更し得ないものである。したがって、条約が有効に成立している限りは、これと矛盾した法律は成立し得ない。したがって、条約と法律とが相抵触している場合には、法律は、条約に対して当然にその効力を譲るべきものであって、裁判所が条約に定まっている事件を裁判するには、条約をもって第一の標準とし、それと矛盾しない限度においてのみ法律を適用すべきものである。

##### 行政命令と法律
緊急勅令が帝国議会の承諾を得た場合には、法律と同じ効力を有するのであるから、その承諾を得た後においては、これに対する裁判所の審査権は、法律についてと同様の原則が適用される。貴族院令も、この点において、法律と同一視すべきものである。
これに対して、承諾を得る前の緊急勅令、普通の勅令又は行政官庁の命令については、次の2点において、法律と原則を異にする。
1. 命令については、裁判所は、その実質が憲法違反であるか否かを審査し、憲法違反であると認めるものについては、これを無効として裁判することができる[47]。法律は、立法権者の行為であって、司法権は立法権に対しては服従の地位にあるのに対して、命令は、行政権の行為であって、司法権は行政権に対しては独立の地位を有するからである[47]。もちろん、憲法上、政府に認定権が与えられた場合にその人体を誤ったのは、厳格にいえば憲法違反であることを免れないけれども、憲法は、行政権にその認定を一任しているのであるから、裁判所は、その人体の範囲にまで立ち入ってこれを審査する権能はない[47]。例えば、8条の緊急勅令が公安のための緊急の必要であったか否かや、9条の警察命令が警察上必要な命令であるか否かについては、政府の認定によるのであって、裁判所は、その必要を認めないという理由でこれを無効として判決することができるものではない[47]しかしながら、命令が政府の認定権の範囲を超えて、憲法上、命令をもってしては規定することができない事項を規定する場合、例えば、普通の勅令をもって、租税を賦課し、裁判官の懲戒規定を定め、法人を設置するがごときは、当然に無効として判決しなければならない[48]。それは、権限なき行為であって、無権限に基づき無効たるものでなければならない[49]。行政権によってたとえ憲法違反ではないと解釈されたとしても、行政権は、司法権より優越なる権力ではないから、裁判所は、行政権の解釈には拘束されることはない[49]。
2. 命令は、法律を変更することができないものであり、また、命令の中には階級の区別があって、下級の命令は上級の命令を変更することができないものであるから、命令の実質が法律に抵触するか否か、下級の命令が上級の命令に抵触するか否かについては、裁判所は、当然にその審査権を有しなければならない[49]。同じ事項についての2つの矛盾した法規があり、しかもその法規に効力の軽重の区別があるときは、効力の弱いものは、強いものに譲らなければならない[49]。

### 植民地の司法
本条の規定は、植民地（外地）には適用されない。司法権は、国家の中央権力ではなく、必ずしも全国を通じて統一的であることを要するものではないから、内地と植民地とが同じ司法制度の下に統一されることは、その必要がないのみならず、各植民地は、内地とは別個の法域をなし、それぞれ異なった国法を有するものであるから、国法が異なれば、その国法を適用する裁判機関も異なるべきことが当然である。したがって、樺太を除く各植民地は、それぞれその特別の司法制度を有しており、内地の裁判所とは全く分離されている。樺太においてのみは、民事及び刑事に関しては内地と全く国法を同じくし、したがって、司法制度についても内地の裁判所構成法がそのまま樺太に施行されており、司法に関しては、樺太はすでに内地の一部であるということができる。しかし、その他の各植民地は、本条の適用の外にあるものであって、別に各植民地に特別な国法をもってその司法制度を定めている。
そのため、各植民地に設置されている裁判所は、本条の裁判所でもなければ、60条による特別裁判所でもない。それは、憲法に規定されている以外の別個の機関であって、特別法によって設置されているものである。大審院は、内地のみに最高裁判所であって、各植民地の司法機関は、全く別個の系統をなしている。